# الیویه کوستا د بوریگارد
 الیویه کوستا د بوریگارد (انگلیسی: Olivier Costa de Beauregard؛ زاده ۱۹۱۱ درگذشته ۲۰۰۷) یک فیزیک‌دان اهل فرانسه بود.